# یواس‌اس ال‌اس‌تی-۷۵۹
یواس‌اس ال‌اس‌تی-۷۵۹ (به انگلیسی: USS LST-759) یک کشتی است که طول آن ۳۲۸ فوت (۱۰۰ متر) می‌باشد. این کشتی در سال ۱۹۴۴ ساخته شد.